# 孔奐
孔 奐（こう かん、514年 - 583年）は、南朝梁から陳にかけての官僚・政治家。字は休文。会稽郡山陰県の人。本貫は魯郡曲阜県。孔子の三十二世の孫とされる。曾祖父は南朝斉の左民尚書の孔琇之（孔靖の子の孔霊運の子）。祖父は南朝斉の太子舎人・尚書三公郎の孔臶。

## 経歴
南朝梁の寧遠主簿・無錫県令の孔稚孫の子として生まれた。数歳で父を失い、叔父の孔虔孫に養育された。学問を好み、文章を作るのを得意とし、経書や史書や諸子百家の書に通じるようになった。国子博士の劉顕が孔奐と討論すると深く感服し、孔奐の手を取って「むかし蔡邕が王粲に蔵書を全て与えたというが、わたしはかの蔡邕のようでありたいし、きみは王粲に恥じない人物である」といった。まもなく劉顕は持っていた書籍を孔奐に与えた。
孔奐は州に秀才に挙げられ、射策の試験で高い成績をおさめた。揚州主簿を初任とし、湘東王蕭繹に宣恵行参軍として召されたが、いずれも就任しなかった。さらに蕭繹の下で鎮西外兵参軍に任じられ、入朝して尚書倉部郎中となり、儀曹侍郎に転じた。ときに尚書左民侍郎の沈炯が怪文書によって誹謗され、疑獄事件に発展したことがあった。孔奐は法廷の議論で沈炯の潔白を証明してみせた。丹陽尹の何敬容は孔奐の剛直さを買って、功曹史に任じるよう求めた。孔奐は南昌侯相として出向することとなったが、侯景の乱が起こったため、赴任しなかった。
建康が陥落すると、南朝梁の朝士たちはみな拘束された。ある人が侯景の将軍である侯子鑑に孔奐を推薦したことから、侯子鑑は孔奐を釈放して厚遇し、書記を管掌させた。このころ侯景の軍士たちは暴力的脅迫をほしいままにし、侯子鑑は侯景の腹心として重んじられていたことから、朝士たちはみな卑屈な態度を取ったが、孔奐はひとり敖然自若としてへりくだることがなかった。反乱兵たちは子女を誘拐したり、官吏や民衆を脅迫したりしていたが、孔奐が人々の庇護につとめたため、救われた者は多かった。
ほどなく母が死去したため、孔奐は職を辞して喪に服したが、その哀毀ぶりは礼の規定を超えていた。このとき江南は戦乱の最中で、3年の喪に服すことのできる者はほとんどいなかったが、ただ孔奐と張種のみが決まりを守ったので、孝行で知られた。
侯景の乱が平定されると、孔奐は司徒の王僧弁に召し出されて左西曹掾とされた。さらに丹陽尹丞に任じられた。元帝（蕭繹）が荊州で即位すると、孔奐と沈炯は西上を命じられたが、王僧弁が彼らをとどめたいと上表した。元帝は手ずから勅書を書いて「孔奐・沈炯の2士をいま公に借りたい」と王僧弁に知らせた。孔奐は太尉従事中郎に任じられた。王僧弁が揚州刺史となると、孔奐は揚州治中従事史に任じられた。戦乱が平定されたばかりで、制度や故事を知る者がおらず、孔奐は博覧強記で問われて知らないということがなかったことから、儀礼・法令・制度を定め、記録や書簡を扱うことになった。
陳霸先が相となると、孔奐は司徒右長史に任じられ、給事黄門侍郎に転じた。紹泰2年（556年）、北斉が東方老や蕭軌らを派遣して進攻し、北斉軍が玄武湖にまで進出すると、建康は騒然となった。このとき孔奐は貞威将軍・建康県令に任じられ、陳霸先に命じられて数万食分の麦飯の炊き出しをおこなった。軍人たちが食べ終わると、陳霸先はかれらを率いて決戦し、北斉軍を撃破した。
永定元年（557年）、南朝陳が建国されると、孔奐は太子中庶子に転じた。永定2年（558年）、晋陵郡太守に任じられた。晋陵郡の以前の太守には横暴な行為が多かったが、孔奐は妻子を連れずに赴任し、清廉な統治をおこなったため、郡中では「神君」と呼ばれて喜ばれた。曲阿県の富豪の殷綺が孔奐の生活のあまりの質素倹約ぶりを見かねて衣服を贈ったが、孔奐は受け取らなかった。
かつて陳蒨が呉中にいたとき、孔奐の善政を聞き知っていた。文帝（陳蒨）が即位すると、孔奐は召し出されて御史中丞となり、揚州大中正を兼ねた。孔奐は剛直な性格で、多くの事案を糾明弾劾したため、朝廷に恐れうやまわれた。文帝も孔奐の上奏を尊重しないことはなく、滞留していた事案はみな孔奐に決裁された。散騎常侍に転じ、歩兵校尉・中書舎人を兼ねた。詔誥を管掌し、揚東揚二州大中正をつとめた。天嘉4年（563年）、再び御史中丞に任じられた。ほどなく散騎常侍・中正のまま五兵尚書となった。文帝が病床につくと、国政の事務は孔奐が僕射の到仲挙とともに決裁した。天康元年（566年）、孔奐は中正のまま太子詹事となった。文帝が危篤に陥ると、孔奐は安成王陳頊や到仲挙・袁枢・劉師知らとともに文帝の遺命を受け、皇太子陳伯宗を輔弼することを誓った。
文帝が死去し、廃帝（陳伯宗）が即位すると、孔奐は散騎常侍・国子祭酒に任じられた。光大2年（568年）、信武将軍の号を受け、康楽侯陳叔陵の下で南中郎長史をつとめ、尋陽郡太守を兼ね、江州の事務を代行した。太建元年（569年）、宣帝（陳頊）が即位すると、孔奐は仁威将軍の号を受け、始興王陳叔陵の下で雲麾長史をつとめた。
太建3年（571年）、度支尚書として建康に召還され、右軍将軍を兼ねた。太建5年（573年）、太子中庶子を兼ねた。尚書左僕射の徐陵とともに録尚書六条事を管掌した。太建6年（574年）、吏部尚書に転じた。太建7年（575年）、散騎常侍の位を加えられた。太建8年（576年）、侍中の位を加えられた。
ときに陳軍が北伐して淮水や泗水の流域を奪回し、徐州や豫州の首長たちの降伏が相次いだ。論功行賞が紛糾したが、孔奐が面談にあたると、停滞は解消した。始興王陳叔陵が湘州に赴任していたが、これに不満を漏らして中央の重臣の地位を求めた。孔奐はこれに反対した。皇太子陳叔宝が江総を太子詹事としたいと請願したが、孔奐はこれに反対した。陳叔宝はこのことを恨みに思い、宣帝が陸繕に代えて孔奐を尚書右僕射の官につけようとしたとき、その人事を阻止した。
太建9年（577年）、孔奐は侍中・中書令となり、左驍騎将軍・揚東揚豊三州大中正を兼ねた。太建11年（579年）、侍中・中正のまま太常卿に転じた。太建14年（582年）、散騎常侍・金紫光禄大夫の位を受け、前軍将軍を兼ねた。まもなく弘範宮衛尉を兼ねた。至徳元年（583年）、死去した。享年は70。本官のまま散騎常侍の位を追贈された。著書として文集15巻と弾文4巻があった。

## 子女
- 孔紹新
- 孔紹安
- 孔紹忠（字は孝揚、太子洗馬・儀同鄱陽王東曹掾）

## 伝記資料
- 『陳書』巻21 列伝第15
- 『南史』巻27 列伝第17